# Root Letter
Root Letter, estilizada como √Letter,  es un videojuego de aventuras y novela visual de 2016 desarrollado y publicado por Kadokawa Games para PlayStation 4, PlayStation Vita, Microsoft Windows, Android e iOS . Es la primera entrega de la marca Kadokawa Game Mystery, y fue seguida por Root Film en 2020.
Root Letter: Last Answer, una renovación del juego con contenido adicional, incluidas secuencias de acción en vivo, se lanzó el 30 de agosto y el 3 de septiembre de 2019 para Europa y América del Norte con un lanzamiento inicial en Asia en diciembre de 2018.
En 2018 se anunció una adaptación cinematográfica estadounidense de acción real del juego como una coproducción entre AMMO Entertainment, con sede en EE. UU., y Ammo Inc., con sede en Japón. La película entró en producción en septiembre de 2019 y se estrenó el 1 de septiembre de 2022.

## Jugabilidad
El juego se desarrolla como una novela visual de aventuras. En el juego, el jugador debe descubrir qué le pasó al personaje de Aya, una chica que desapareció misteriosamente después de recibir una carta en particular. El juego se divide en dos partes distintas: la parte de aventura, donde el jugador interroga a los personajes que conocían a Aya para encontrar más información sobre ella, y las partes de simulación, donde el jugador lee cartas pasadas de Aya y selecciona - de -universo: su contenido, lo que influye en las últimas partes del juego.

## Historia
Root Letter se desarrolla en Matsue, prefectura de Shimane, donde el protagonista llega en busca de Fumino Aya, una amiga por correspondencia de la escuela secundaria que había desaparecido durante 15 años. Después de encontrar una carta dedicada a él por ella que nunca fue enviada, se propone interrogar a sus compañeros de clase mientras se pregunta si todo lo que Aya le había dicho había sido una mentira. El juego contiene múltiples finales basados en las elecciones del jugador a lo largo del juego. 

## Desarrollo y lanzamiento
El juego se anunció en noviembre de 2015, tanto para el mercado japonés como para el internacional. Fue presentado como el primer título de una línea de videojuegos de aventuras de Kadokawa Games, la serie Kadokawa Game Mystery.  Está previsto que cada entrada de la serie contenga las mismas "actrices de ficción" desempeñando diferentes papeles en diferentes títulos. El personal clave de la serie de juegos de simulación de citas LovePlus de Konami contribuyó al juego, incluido el diseñador de personajes Mino Taro y el productor Akari Uchida.
Root Letter fue lanzado para PlayStation 4 y PlayStation Vita por Kadokawa Games el 16 de junio de 2016 en Japón,  y por PQube el 28 de octubre de 2016 en Europa y el 1 de noviembre de 2016 en América del Norte.  También se lanzó para Microsoft Windows en Japón el 31 de marzo de 2017  e internacionalmente el 7 de julio de 2017,  y para Android e iOS en Japón el 25 de agosto de 2017. 
Se anunció el desarrollo de una secuela, Root Film, en 2018.Más tarde se anunció que el juego se lanzaría el 30 de julio de 2020 en Japón, con una fecha de lanzamiento mundial fijada para 2021.Además, Perfect World Pictures producirá un proyecto de vídeo de acción real basado en el juego original.
En agosto de 2018, se anunció una nueva versión del juego, Root Letter: Last Answer. El juego es una nueva versión de acción en vivo que permite al jugador usar escenas/fotografías animadas o de acción en vivo para los gráficos del juego.Incluye nuevos escenarios que tienen lugar después de los distintos finales del juego. Se lanzó en Japón el 20 de diciembre para PlayStation 4, PlayStation Vita y Nintendo Switch,mientras que se lanzó en otras partes del mundo el 2 de septiembre de 2019 sin tener un lanzamiento para Vita. 

## Recepción
Root Letter recibió críticas "generalmente favorables" para PlayStation Vita y críticas "mixtas o promedio" para PlayStation 4, según el agregador de reseñas Metacritic .  
Durante su primera semana en Japón, se vendieron 8.907 copias, de las cuales 4.855 fueron de la versión de PlayStation Vita y 4.052 de la versión de PlayStation 4. Las dos versiones fueron, respectivamente, el undécimo y decimocuarto juego más vendido de esa semana en Japón.  A pesar de que el juego no volvió a aparecer en las listas semanales de Media Create en Japón, las ventas mundiales superaron las 200.000 copias vendidas en enero de 2017, lo que lo convirtió en un éxito comercial.  En julio de 2017, se habían vendido otras 100.000 copias, lo que elevó las ventas mundiales totales a 300.000,  y en febrero de 2018 había superado las 400.000 copias vendidas.  En abril de 2022, el número total de envíos de la serie y ventas digitales había superado las 500.000 unidades. 
Geraint Evans, el jefe de marketing de PQube, calificó las ventas de Root Letter como "fenomenales", y la gran mayoría se vendió en la PlayStation Vita. 

## Legado
Una secuela, Root Film, se estrenó en Japón en 2020 y en Norteamérica en marzo de 2021. El juego no es una secuela directa, sino temática.
En noviembre de 2018, la productora cinematográfica Akatsuki Entertainment, con sede en Los Ángeles, anunció una adaptación cinematográfica estadounidense del juego.   La película, producida y financiada por Akatsuki Entertainment, está dirigida por Sonja O'Hara, escrita por David Ebeltoft, producida por Annmarie Sairrino, Moeko Suzuki y Kat McPhee, y protagonizada por Danny Ramirez, Keana Marie y Lydia Hearst, comenzó a rodarse en Shreveport, Luisiana, el 16 de septiembre de 2019.  En junio de 2021, los derechos de la película fueron transferidos de Akatsuki Inc. a las compañías productoras AMMO Entertainment de la productora Annmarie Sairrino y Ammo Inc. de Moeko Suzuki.  La película fue posteriormente adquirida para su estreno en Estados Unidos por la distribuidora Entertainment Squad, que también se encarga de las ventas en el extranjero y ofreció los derechos cinematográficos en el Festival Internacional de Cine de Toronto de 2022 . La película se estrenó el 1 de septiembre de 2022,  y está pensada como una reinvención cruda de la historia central del juego sobre un protagonista en busca de un ex amigo por correspondencia que desaparece en circunstancias misteriosas.  El tráiler de la película se lanzó el 3 de agosto de 2022. 